# 다니야마 유타카
다니야마 유타카(일본어: 谷山 豊, 영어: Yutaka Taniyama, 1927년 11월 12일 ~ 1958년 11월 17일)는 일본의 수학자로, 다니야마-시무라 추측의 원형을 제시한 것으로 잘 알려져 있다. 평소 우울증을 앓다가 29세의 나이로 자살하였다.

## 생애
1927년 11월 12일 사이타마현 기사이 정에서, 개인의사인 아버지를 둔 가정에서 여섯째 아들로 태어났다. 원래 이름 "豊"의 독음은 "도요"(일본어: とよ)였는데, 다른 사람들이 더 흔한 발음인 "유타카"(일본어: ゆたか)로 계속 읽어서 결국 스스로 "유타카"로 부르게 되었다고 한다.
어릴 때 결핵을 앓는 등 몸이 약해 고등학교를 2년 휴학하고 1950년에야 졸업하게 된다. 이후 도쿄 대학에 입학하여 1953년 3월 학부를 졸업하고 동 대학에 연구원으로 있으면서 정수론을 공부하였다.
1955년 일본에서 열린 한 국제 심포지움에서 여러 미해결 문제를 모아 설명하는 발표가 있었는데, 여기에 다니야마가 제출한 12, 13번 문제를 이후 시무라 고로가 수학적으로 정리하여 발표한 것이 다니야마-시무라 추측으로 불리게 되었다.
1958년 도쿄 대학에 조교수로 취임하고 박사학위를 취득한 다니야마는 동년 10월에 1957년 말에 만난 스즈키 마사코(일본어: 鈴木 美佐子)와 약혼하였다.
그러나 1958년 11월 돌연히 이케부쿠로의 자택 아파트에서 가스자살하였다. 이때 이미 새 아파트를 임대하고, 신혼용 요리 기구까지 사 놓은 상태였다고 한다. 절친한 친구였던 수학자 시무라 고로는 다니야마가 본래 우울증을 앓고 있었다고 증언한다. 약혼녀 스즈키 또한 이를 비관하다가 한 달 뒤 스스로 목숨을 끊었다.

## 참고 문헌
- Shimura, Goro (1989). “Yutaka Taniyama and his time. Very personal recollections”. 《The Bulletin of the London Mathematical Society》 (영어) 21 (2): 186–196. doi:10.1112/blms/21.2.186. ISSN 0024-6093. MR 976064.
- Lang, Serge (1995). “Some history of the Shimura–Taniyama conjecture” (PDF). 《Notices of the American Mathematical Society》 (영어) 42 (11): 1301–1307.